# ایوانو برونتی
ایوانو برونتی (ایتالیایی: Ivano Brugnetti؛ زادهٔ ۱ سپتامبر ۱۹۷۶) دونده اهل ایتالیا بود.
وی همچنین برندهٔ جوایزی همچون نشان شایستگی از جمهوری ایتالیا شده‌است.